# Grancar Futura
A Grancar Futura foi uma minivan brasileira produzida pela Grancar no início da década de 90. Foi considerada a primeira do gênero no país, mas não conseguiu resistir com o mercado de importados.
Foi desenvolvida pela Grancar Design, empresa criada pela concessionária Ford Grancar de São Paulo, em parceria com o projetista Toni Bianco. Era uma cópia exata do Renault Espace europeu, lançado em 1984. Para a produção desse automóvel, uma unidade do Espace foi importada para poder tirar a medida exata do veículo por meio de fôrmas desenvolvidas para esse fim. Em maio de 1990, o Futura era lançado ao público.
O Futura foi fabricado com carroceria de plástico e fibra de vidro envolvido em chassi tubular, motorização AP 1800 de 98 cv e câmbio manual de 5 marchas. No ano seguinte, a motorização mudaria para AP 2000 de 116 cv. Além do motor, toda a suspensão, eixo traseiro e câmbio eram do Del Rey. Trazendo um conceito inédito, o destaque da Futura era a carroceria monobloco que garantia amplo espaço interno e versatilidade de uso dos assentos, individuais e modulares. Media 4,36 metros de comprimento por 1,77 m de largura, a minivan pesava quase 1.300 kg. 
Apesar de ter sido um modelo inédito no mercado, não teve o sucesso esperado de vendas. Devido a transição da abertura de mercado para veículos estrangeiros no começo da década de 1990, além de acusações da Renault de plágio do seu modelo, a Futura sofreu desvantagem com a concorrência de modelos similares importados. Saiu de linha no final de 1991 com a quantidade de 159 veículos produzidos.
Curiosamente, a Renault introduziu, 8 anos depois do fim da produção do Futura, a minivan Scénic, em meados de 1999.

## Especificações Técnicas
- Motor: dianteiro, longitudinal, 4 cilindros em linha, refrigerado a água, 1984 cm³, comando de válvulas no cabeçote, carburador de corpo duplo e fluxo descendente, gasolina.
- Diâmetro x Curso: 82,5 x 92,8 mm
- Taxa de compressão: 9,0:1
- Potência: 116 cv a 5.200 rpm.
- Torque: 18,5 mkgf a 3.400 rpm.
- Câmbio: manual de cinco marchas, tração dianteira.
- Dimensões: comprimento, 436 cm; largura, 177 cm; altura, 166 cm; entreeixos, 258 cm.
- Peso: 1.290 quilos.
- Suspensão: Dianteira: independente, com braços triangulares inferiores, braços simples superiores, braços tensores diagonais, molas helicoidais, amortecedores pressurizados e barra estabilizadora. Traseira: eixo rígido, com braços tensores longitudinais, braço triangular superior e dois inferiores, molas helicoidais, amortecedores pressurizados e barra estabilizadora.
- Freios: disco na dianteira e tambor na traseira com servo.
- Direção: hidráulica, tipo pinhão e cremalheira.
- Rodas: aro 14, tala 6; pneus 195/70 SR 14.

## O teste da Quatro Rodas[4]
Na época do lançamento da Grancar Futura, a única concorrente à altura no segmento era a Chevrolet Lumina, importada. 
Em Setembro de 1991, atendendo a uma solicitação do próprio Bianco, a revista Quatro Rodas propôs um teste comparativo entre a Futura e a Lumina. Antes desse teste, a própria revista já tinha feito um outro teste para fazer as primeiras medições (abril de 1990), no campo de provas de Limeira, interior de SP. 
Nesse comparativo mostrou que a minivan nacional tinha fôlego para o duelo. Na época já equipada com o motor VW 2000 cm³ (2.0 AP) com carburador e potência de 116 cv, encarou o Lumina com motor V6 de 3.100 cm3, injeção eletrônica monoponto, que gerava 122 cv.
Durante os testes, a Futura cravou velocidade máxima de 148 km/h, diante dos 151 km/h da Lumina. No teste de aceleração de 0 a 100 km/h, a Futura fez a marca de 15,01 segundos, contra 14,93 s da Chevrolet. Se a Lumina ganhava em desempenho e conforto, a Futura atacava com aproveitamento de espaço. Mas em questão de velocidade e aceleração, praticamente empatavam. 